# Kanektok

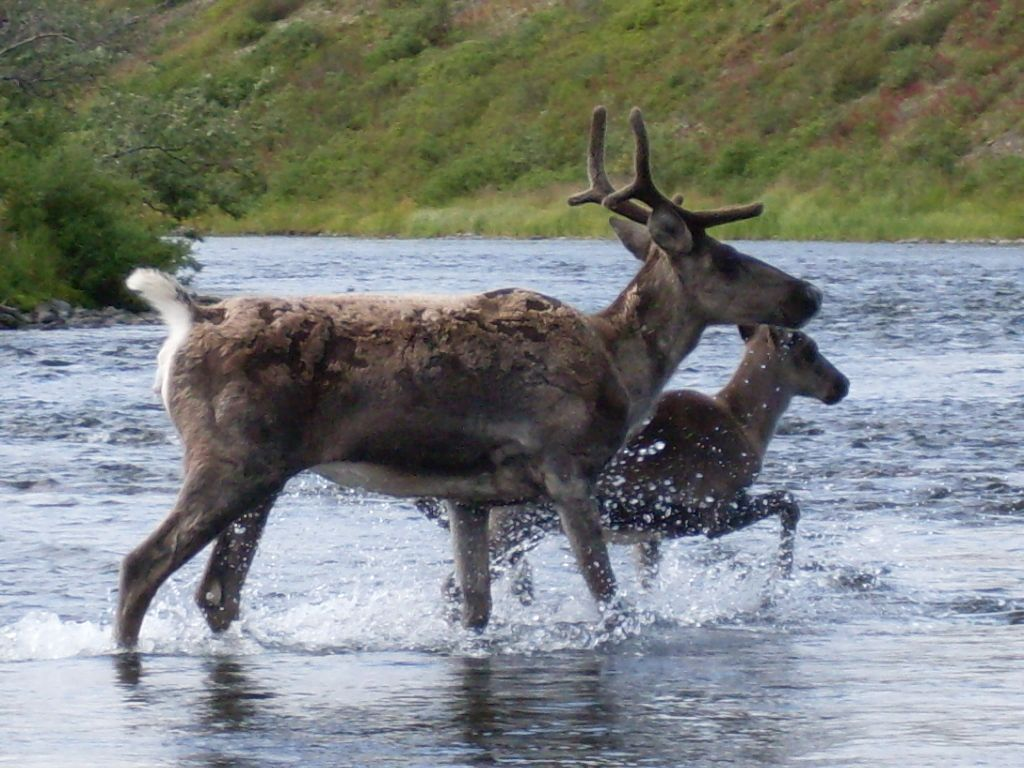
Des caribous traversent la Kanektok (été 2009).

La rivière Kanektok est un cours d'eau d'Alaska, aux États-Unis, situé dans la région de recensement de Bethel.

## Description
Longue de 75 milles (121 km), elle prend sa source dans le lac Kagati, et coule en direction du sud-ouest jusqu'à la baie Kuskokwim, à  1,5 milles (2 km) à l'ouest de Quinhagak et à 46 milles (74 km) au nord-ouest de Goodnews Bay, dans le delta du Yukon-Kuskokwim. Elle est située dans le refuge faunique national de Togiak.
Son nom eskimo, qui signifie neige ou neigeux, a été référencé en 1898.

## Sources
- (en) « Kanektok », Geographic Names Information System